# Явата (комбінат)
Явата, також Явата сейтецу (яп. 八幡製鐵所) — металургійний комбінат у місті Кітакюсю в Японії. Був заснований як державне підприємство. Став до ладу у 1901 році. Відіграв помітну роль під час індустріалізації Японії періоду Мейдзі. Від початку 20 століття протягом десятиліть був найбільшим підприємством чорної металургії країни. У другій половині 20 століття — один з найбільших у світі металургійних комбінатів.
1970 року компанія «Явата сейтецу», що виникла на основі комбінату, була об'єднана з компанією «Фудзі сейтецу», внаслідок чого було утворено компанію «Ніппон стіл» – найбільшу металургійну компанію капіталістичного світу останньої чверті 20 століття.

## Історія

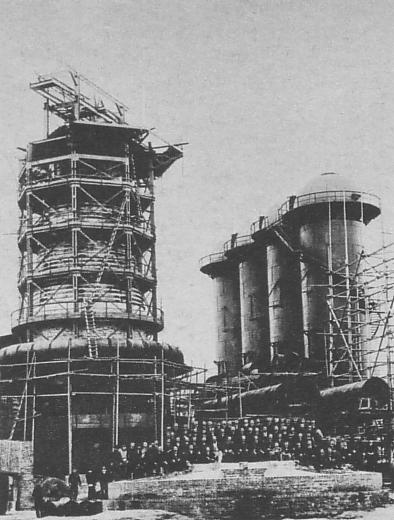
Будівництво першої доменної печі заводу. Фото 1900 року.

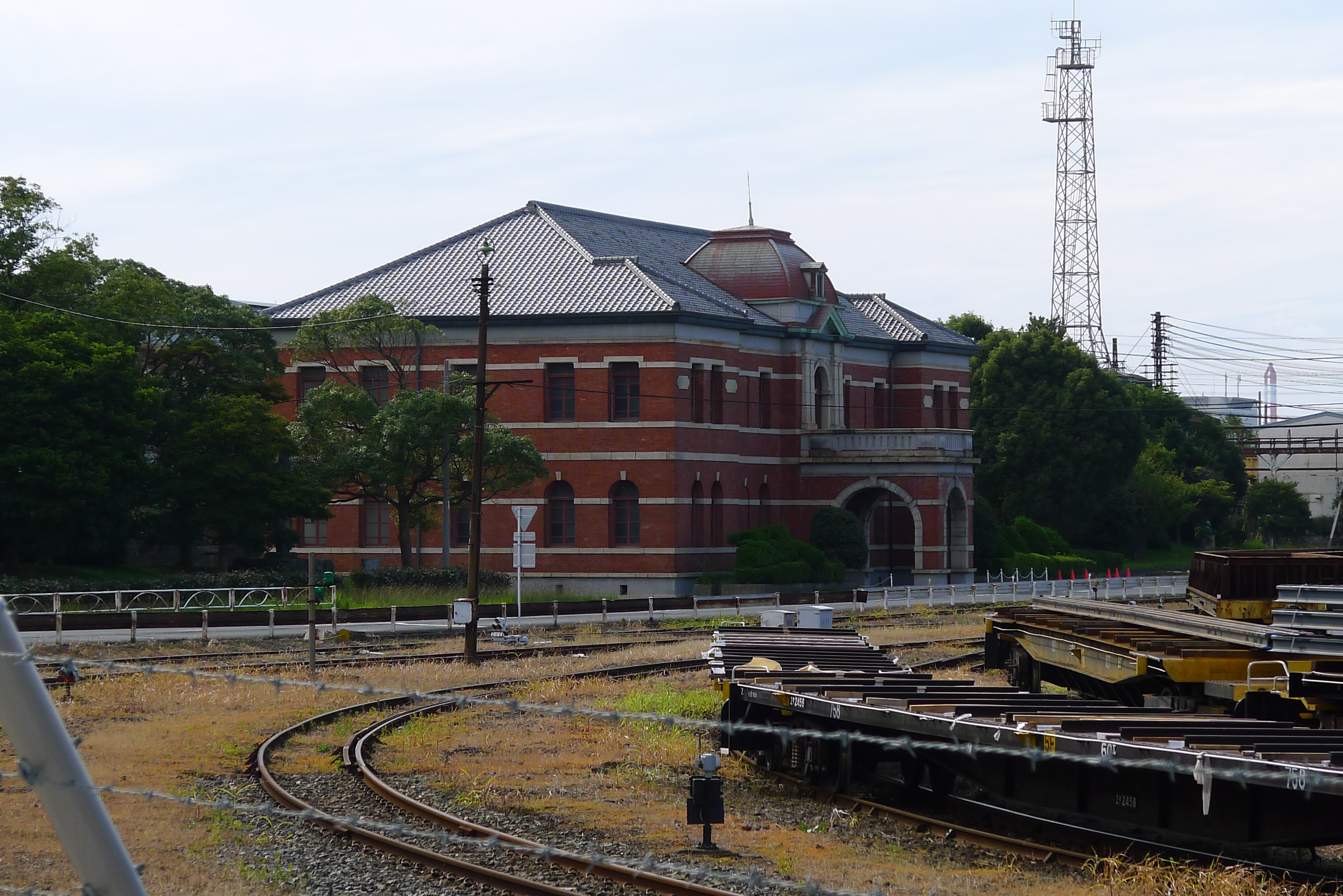
Будинок, в якому була розташована головна контора комбінату на початку 20 століття.

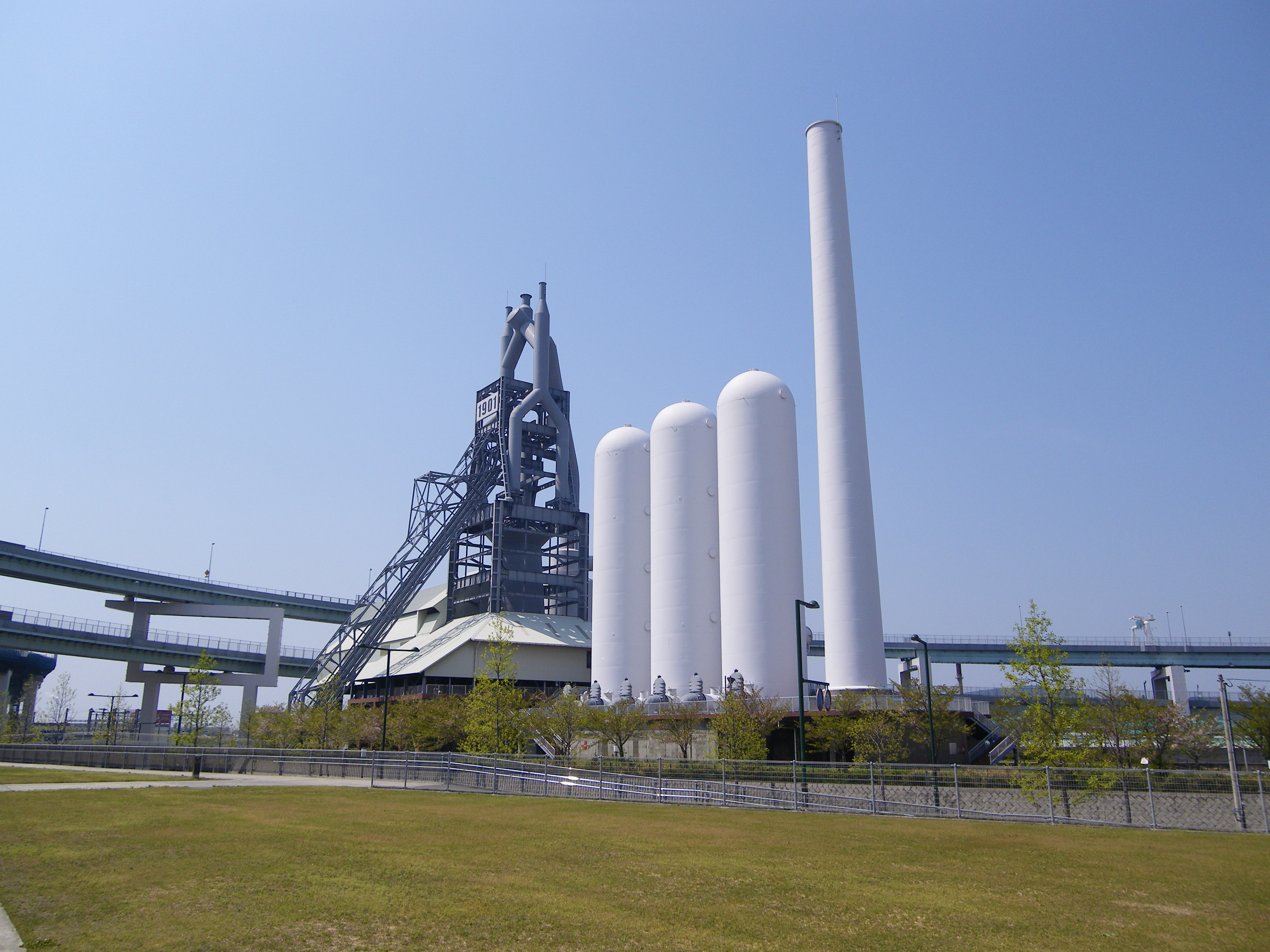
Перша доменна піч комбінату, що була введена в дію 1901 року. Виведена з експлуатації у 1972 році, за період експлуатації на печі було проведено 10 капітальних ремонтів, що призвели до її останнього вигляду. Збережена як пам'ятка історії.

Будівництво державного металургійного заводу у місті Яхата було розпочате 1896 року з метою задоволення зростаючого попиту країни на сталь з розвитком суднобудування, залізничного транспорту, будівництва та для потреб воєнної промисловості. Для будівництва було обрано майданчик площею 350 акрів (1416 м²) на узбережжі і неподалік від вугільних шахт. Першу доменну піч і інші заводські споруди спроектувала і побудувала німецька інженерна компанія «Гуте Хоффнунсхютте» («Gute Hoffnungshütte») з міста Обергаузен. З компанією «Міцубісі» було заключено десятирічний контракт на виробництво коксу і постачання залізної руди і вугілля для потреб заводу. Більша частина вугілля і залізної руди надходили на завод з Китаю, зокрема, руда — з району міста Ханчжоу.
5 лютого 1901 року було введено в дію першу доменну піч корисним об'ємом 495 м³ і проектною продуктивністю 160 т чавуну на добу. Крім того, на заводі працювало 4 мартенівських печі, 2 бесемерівських конвертери, блюмінг і діяло прокатне виробництво. Однак, перші роки в роботі заводу були невдалими. Доменна піч давала лише 80 т чавуну на добу, причому поганої якості, при великій витраті коксу — 1,7 т на тону чавуну. Погана робота доменної печі була пов'язана з поганою якістю коксу. Через погану роботу доменну піч зупинили через півроку і завод не працював належним чином до 1904 року. 1903 року були зупинені також конвертери, натомість мартенівські печі продовжили роботу.
Поштовхом до відновлення роботи заводу із залученням для цього нових інвестицій стала Російсько-японська війна 1904—1905 років. 1905 року було задуто 2 доменну піч, 1909 року почалось будівництво доменної печі № 3. Будівництво нових доменних печей дозволило збільшити виробництво чавуну у 1911 році до 168 тис. т. Завод переплавляв як японську залізну руду, так і привізну руду – з Китаю і Кореї, причому імпортна переважала. Коксові батареї комбінату виробляли до 200 тис. т коксу на рік. Коксівне вугілля надходило з шахт, розташованих на острові Кюсю, пізніше – також з Китаю. До 1911 року кількість мартенівських печей зросла до 11 з загальною річною продуктивністю 230 тис. т на рік. 2 конвертери місткістю 10 т кожний давали 150 тис. т сталі на рік. Комбінат мав власний завод вогнетривів. Комбінат випускав різноманітний прокат, зокрема, залізничні рейки, а також залізні вироби – болти, гайки, цвяхи.
1912 року на завод припадало 80 % виплавки чавуну та 80-90 % сталі Японії. 1914 року завод виплавляв 73 % чавуну і 81 % сталі Японії. Перед Другою світовою війною завод давав 25 % чавуну і 30-40 % сталі.
Під час Другої світової війни комбінат майже не постраждав. Нальот американських бомбардувальників на комбінат 15 червня 1944 року був невдалим. [джерело?] Завод розглядався США як одна з цілей для скинення другої атомної бомби. Основною ціллю стало місто Кокура (тепер у складі Кітакюсю), розташоване у кількох кілометрах від комбінату. Димова завіса, створена на комбінаті спалюванням вугільної смоли, і хмарність стали причиною того, що 9 серпня 1945 року атомне бомбардування було здійснене не на Кокуру, а на запасну ціль — Хіросіму. [джерело?]
У середині 20 століття «Явата» був найбільшим металургійним підприємством Японії, на ньому працювало 39 тис. робітників і службовців, що становило понад 12 % зайнятих у чорній металургії країни у 1958 році. На комбінаті у 1961 році виробництво чавуну становило 27,1 % загальної виплавки в країні, сталі – 22,3 %, металопрокату – 27,2 %.
1970 року компанія «Явата сейтецу» була об'єднана з іншою провідною монополією країни – компанією «Фудзі сейтецу», внаслідок чого було утворено компанію «Ніппон стіл» – найбільшу металургійну компанію капіталістичного світу останньої чверті 20 століття.